# Giudice circondariale
Il giudice di circondario o giudice circondariale, talvolta con l'aggiunta dell'aggettivo regio, era, nel regno delle Due Sicilie, il magistrato incaricato dell'amministrazione della giustizia entro un determinato circondario.
L'organo da egli presieduto era altresì detto giudicatura, giudicato regio o regio giudicato.

## Funzioni
Il giudice circondariale, eletto dal sovrano in carica tre anni, con bisogno di riconferma, risiedeva nel capoluogo ed aveva una serie di competenze in materia civile e penale; inoltre, dove erano assenti i commissariati di polizia, al giudice circondariale era affidata anche la polizia ordinaria e giudiziaria.
Per i crimini più gravi, dopo aver svolto indagini preliminari, li rimetteva al Tribunale o alla Gran Corte Criminale del capoluogo provinciale.